# Edmond Brooks
Edmond Arnold Leo Antonie „Eddie“ Brooks (* 2. Juni 1950; † 1. Juli 2022) war ein australischer Wasserballspieler.

## Leben
Edmond Brooks gehörte dem Triton Water Polo Club an und absolvierte für die australische Nationalmannschaft 128 Länderspiele. Er gehörte zum Aufgebot bei der ersten Wasserball-Weltmeisterschaft 1973 in Belgrad sowie zwei Jahre später bei der WM in Cali. Darüber hinaus belegte Brooks mit dem australischen Team bei den Olympischen Spielen 1976 in Montreal den 11. Platz.